# Francisco Caudet Yarza
Francisco Caudet Yarza   (Barcelona, 23 de setembre de 1939 - Barcelona, 5 de juny de 2018) va ser un escriptor català en llengua castellana.

## Biografia
Caudet compta amb més de 1.500 títols del tipus novel·la de quiosc, en diferents gèneres literaris, des de novel·les policíaques fins a novel·les de terror, tenint en compte que va escriure amb molts pseudònims, encara que el més comú fou Frank Caudett; amb aquest publicà el 1965 la seva primera novel·la sobre l'FBI titulada "Enigma", amb l'editorial Rollán (Madrid).
El 1967 va passar a treballar per l'Editorial Bruguera, que li va publicar en els següents anys més de 400 títols amb els seudònims Frankie Cauyarz, Ariel Sinclair, Winston McNeal, Kyle Brown, Michael Bannister o Montana Blake. Va treballar també amb altres editorials: Edimat, Libsa, Planeta i Ediciones Obelisco i darrerament amb l'editorial sudamericana Multieditors de Promociones, S.L.

## Selecció d'obres
Selecció d'obres de l'autor.
- Al correr del tiempo...
- Generaciones castradas
- Las profecías de Nostradamus
- Franco. Resumen biográfico
- La Starlet (part de la sèrie policíaca 'Death Club')